# أتلي أنيستون
أتلي أنيستون (بالنرويجية البوكمول: Atle Antonsen)‏ هو ممثل نرويجي، ولد في 11 أغسطس 1969 بليلهامر في النرويج.

## وصلات خارجية
- أتلي أنيستون على موقع IMDb (الإنجليزية)
- أتلي أنيستون على موقع قاعدة بيانات الأفلام العربية
- أتلي أنيستون على موقع ألو سيني (الفرنسية)
- أتلي أنيستون على موقع أول موفي (الإنجليزية)
- أتلي أنيستون على موقع قاعدة بيانات الأفلام السويدية (السويدية)
- أتلي أنيستون على موقع ديسكوغز (الإنجليزية)
- أتلي أنيستون على موقع قاعدة بيانات الفيلم (الإنجليزية)
- أتلي أنيستون على موقع كينوبويسك (الروسية)